# 馬拉利蜥屬
馬拉利蜥屬（學名：Malerisaurus）是種已滅絕雙孔亞綱爬行動物，屬於原龙目，生存於三疊紀晚期的印度、美國德州。
馬拉利蜥是種中型爬行動物，身長估計約1.2公尺。正模標本（編號ISIR 150）是兩個關節仍連接、接近完整的身體骨骼，位於一隻古喙龍的胃部區域。這些化石發現於印度的馬拉利組（Maleri Formation）下層，以前是一個氾濫平原沉積層，地質年代屬於三疊紀晚期的卡尼階到諾利階。在1980年，印度古生物學家薩克·查特吉（Sankar Chatterjee）將這些化石敘述、命名。模式種是M. robinsonae，屬名是以化石發現處的馬拉利組為名。
之後在美國德州霍華德郡發現一個保存狀態差的部分身體骨骼（編號TMM 31099-11），該地屬於欽爾群（Chinle Group）的科羅拉多市組（Colorado City Formation），地質年代約2億2800萬到2億2750萬年前，相當於三疊紀晚期的卡尼階。在1996年，這化石被命名為M. langstoni，種名是以美國古生物學家Wann Langston。
馬拉利蜥可能是二足動物、有爬樹或游泳能力。馬拉利蜥具有某些肉食性動物的特徵，但也可以昆蟲為食。馬拉利蜥具有雙孔亞綱的頭骨，頸部長，體型修長，同時具有原始與演化的特徵，例如：側蝶骨（Laterosphenoid bone）未骨化、缺少下頜孔（Mandibular fenestrae）與眶前孔（Antorbital fenestrae）、頸椎長、肩帶原始、沒有鱗甲。原蜥形目包含：沙洛維龍科、原蜥科、原龍科、長頸龍科，馬拉利蜥被認為是原龍的近親。

## 下属物种
本属包括以下物种：
- Malerisaurus langstoni Chatterjee, 1986
- Malerisaurus robinsonae Chatterjee, 1980[5]